# النحال (فلم 2024)
النحّال (بالإنجليزية: The Beekeeper) هو فيلم حركة وإثارة أمريكي قادم من إخراج ديفيد آير وتأليف كيرت ويمر. الفيلم من بطولة جيسون ستاثام، وإيمي رافر لامبمان، وجوش هاتشرسون، وبوبي نادري، وميني درايفر، وفيليسيا رشاد، وجيريمي آيرونز. ومن المقرر أن يتم إصداره في دور العرض بواسطة أستوديوهات أمازون في 12 يناير 2024.

## القصة
السيد كلاي هو عميل سابق لمنظمة سرية تسمى "مربي النحل". بعد أن يموت صديقه وجاره منتحرًا بعد وقوعه في عملية احتيال تصيد، يشرع السيد كلاي في الانتقام من الشركة المسؤولة.

## طاقم التمثيل
- جيسون ستاثام في دور السيد كلاي[1]
- إيمي رافر لامبمان[2]
- جوش هوتشرسون[2]
- بوبي نادري[2]
- علي أصغر شاه بدور علي[3]
- ميني درايفر
- فيليسيا رشاد في دور السيدة باركر[1]
- جيريمي أيرونز[2]